# Cass Lake, Minnesota
Cass Lake är en ort vid sjön med samma namn i Cass County, Minnesota, USA